# Kiki Dimula
Kiki Dimula (gr. Κική Δημουλά), właściwie Wasiliki Dimula z domu Radu (ur. 19 czerwca 1931 w Atenach, zm. 22 lutego 2020 tamże) – grecka poetka.

## Twórczość i osiągnięcia
Tematami poruszany w wierszach Kiki Dimuli są samotność, brak poczucia bezpieczeństwa, pustka i zapomnienie, co nawiązywało do czasów po II wojnie światowej. Jej teksty były tłumaczone na wiele języków, w tym m.in. na angielski, niemiecki, szwedzki, duński i włoski. Za swoją twórczość dwukrotnie otrzymała Grecką Nagrodę Państwową (w latach 1971 i 1988), oprócz tego została wyróżniona Nagrodą Kostasa i Eleni Uranisów (1994) i nagrodą Aristio Gramaton w Akademii Aten (2001). Również w 2001 r. została odznaczona przez prezydenta Konstandinosa Stefanopulosa Złotym Krzyżem Orderu Honoru. W 2009 roku otrzymała Europejską Nagrodę Literacką. Od 2002 roku jest członkinią Akademii Ateńskiej. W 2014 roku indyjski magazyn internetowy Tinpahar opublikował artykuł pt. Kiki Dimula w tłumaczeniu, który zawierał angielskie wersje językowe trzech popularniejszych wierszy poetki: Photograph 1948, Immature and Untimely i The periphrastic rock.

## Życie prywatne
Dimula pracowała jako urzędniczka w jednym z greckich banków. Była żoną poety Athosa Dimulasa (1921–1985), z którym miała dwójkę dzieci: Dmitrija i Elsi (ur. 1956 i 1957).

## Publikacje
- Ποιήματα (Piímata), 1952
- Έρεβος (Érewos), 1956
- Ερήμην (Erímin), 1958
- Επί τα ίχνη (Epí ta íchni), 1963
- Το λίγο του κόσμου (To lígo tu kósmu), 1971
- Το τελευταίο σώμα μου (To teleftéo sóma mu), 1981
- Χαίρε ποτέ (Chiére poté),1988
- Η εφηβεία της λήθης (I efiwía tis líthis), 1996
- Ποιήματα (Piímata), 1998
- Ενός λεπτού μαζί (Enós leptú mazí), 1998
- Ήχος απομακρύνσεων (Íchos apomakrínseon), 2001
- Χλόη θερμοκηπίου (Chlói termokipíu), 2005
- Μεταφερθήκαμε παραπλεύρως (Metaferthíkame parapléwros), 2007
- Συνάντηση (Sinándisi), 2007
- Έρανος σκέψεων (Éranos skiépseon), 2009
- Τα εύρετρα (Ta éwretra), 2010
- Δημόσιος καιρός (Dimósios kierós), 2014
- Άνω τελεία (Áno telía), 2016

W języku polskim jej wiersze ukazały się w niskonakładowej antologii poezji nowogreckiej Ciało z grzechu. Greckie wiersze miłosne, wydanej w 1990 r. w Krakowie przez Wydawnictwo Miniatura.